# Visible: Out on Television
Visible: Out on Television es una miniserie documental acerca de la representación de las personas LGBTQ+ en la televisión, tanto en pantalla como detrás de cámara. Dirigida por Ryan White, los 5 episodios se publicaron en Apple TV+ el 14 de febrero de 2020.

## Episodios
| N.º | Título                                                             | Dirigido por | Fecha de emisión original |
| --- | ------------------------------------------------------------------ | ------------ | ------------------------- |
| 1   | «La época oscura» (en inglés: The Dark Ages)                       | Ryan White   | 14 de febrero de 2020     |
| 2   | «La televisión como herramienta» (en inglés: Television as a Tool) | Ryan White   | 14 de febrero de 2020     |
| 3   | «La epidemia» (en inglés: The Epidemic)                            | Ryan White   | 14 de febrero de 2020     |
| 4   | «Logros» (en inglés: Breakthroughs)                                | Ryan White   | 14 de febrero de 2020     |
| 5   | «La nueva generación» (en inglés: The New Guard)                   | Ryan White   | 14 de febrero de 2020     |

## Recepción de la crítica
En el sitio web de revisión y reseñas Rotten Tomatoes, la miniserie obtuvo un índice de aprobación del 100% sobre la base de 14 reseñas, con una calificación promedio de 8.67/10. El consenso de los críticos del sitio web dice: «Visible: Out on Television es tan vital y vibrante como la comunidad en su centro». En Metacritic, la película obtuvo un puntaje promedio de 89 sobre 100, basado en 7 críticas, lo cual indica «aclamación universal».

### Galardones
| Premio             | Día de la ceremonia | Categoría                    | Destinatario               | Resultado | Ref.  |
| ------------------ | ------------------- | ---------------------------- | -------------------------- | --------- | ----- |
| Dorian Awards      | 8 de enero de 2020  | Mejor Programa de Actualidad | Visible: Out on Television | Nominada  | [ 6 ] |
| GLAAD Media Awards | 8 de abril de 2021  | Documental Sobresaliente     | Visible: Out on Television | Nominada  | [ 7 ] |